# Zollernia glaziovii
Zollernia glaziovii är en ärtväxtart som beskrevs av Gennady Pavlovich Yakovlev. Zollernia glaziovii ingår i släktet Zollernia och familjen ärtväxter. Inga underarter finns listade i Catalogue of Life.